# Гернот Тіль
Гернот Тіль (нім. Gernot Thiel; 13 травня 1922, Кобленц — ?) — німецький офіцер-підводник, оберлейтенант-цур-зее крігсмаріне.

## Біографія
23 вересня 1940 року вступив на флот. З листопада 1942 по лютий 1943 року — додатковий вахтовий офіцер на підводному човні U-305. З 13 березня 1943 року — вахтовий офіцер на U-763. У вересні-жовтні 1944 року пройшов курс командира човна. З 16 жовтня 1944 по 5 травня 1945 року — командир U-152.

## Звання
- Кандидат в офіцери (23 вересня 1940)
- Фенріх-цур-зее (1 серпня 1941)
- Оберфенріх-цур-зее (1 липня 1942)
- Лейтенант-цур-зее (1 січня 1943)
- Оберлейтенант-цур-зее (1 жовтня 1944)